# Danyang (Jiangsu)
Pour les articles homonymes, voir Danyang.
Danyang (丹阳 ; pinyin : Dānyáng) est une ville de la province du Jiangsu en Chine. C'est une ville-district placée sous la juridiction de la ville-préfecture de Zhenjiang. On y parle un dialecte du wu proche du mandarin.

## Démographie
La population du district était de 800 879 habitants en 1999.